# 国情咨文 (美国)
国情咨文（英語：State of the Union Address）是美國總統每年在国会联席会议上，於美国国会大厦中的众议院大厅发表的报告。这项报告不仅仅包括国情分析，总统还会在报告中对美国国会闡述他的立法议程以及国家优先事项。这个报告从1934年起，通常於一月份發表，如遇總統交接，則于二月份由新總統发表。
有时候，特别是近几年，新上任的总统会在他任期刚开始的几个星期内就将报告送给美国国会两院联席会议，但这些并不是传统意义上的国情咨文。这些报告一般是用来描述总统来年的立法建议的。
这个被美国宪法所规定的报告模仿于英国国会开幕大典上的御前宣言。虽然宪法中规定要发表这份报告，但并没有规定要以演讲的形式发表这份报告，然而从伍德罗·威尔逊以来几乎每位总统都在美国国会联席会议召开之前以演讲的形式发表这份报告。依照传统，总统每年都會发表国情咨文，而根据美国宪法：
|                           | 他应不时向国会提供国情咨文，并对国会审议这些措施提出他认为必要和适宜的建议。 |
| ——美国宪法第二章，第3部分 |                                                                              |

由于这份报告是在美国国会联席会议时于美国国会大樓发表，因此总统必须先受到国会邀请进入众议院会议厅，然后才能在会议上发表报告。这个邀请和总统演讲的惯例现在成了美国政治一項形式上的传统。

## 歷史
乔治·华盛顿于1790年1月8日临时首都纽约市发表第一份国情咨文。1801年，由于认为亲自发表咨文太过于君主制化（与御前宣言过于类似），托马斯·杰斐逊中断这一习惯。他將咨文写好送到美國国会，由一位官员读出来，以示共和精神。直到1913年，伍德罗·威尔逊恢复这一习惯，尽管这一做法存在一些争议。然而，也有一些例外。20世纪后半期的一些总统仍会将写好的咨文送往国会。吉米·卡特在1981年成为最后一位这么做的总统。
多年来，这个演讲都被称为“总统的年度国会演讲”。现在的称呼“国情咨文”是直到1935年富兰克林·德拉诺·罗斯福开始使用这个词组以后才被广泛使用的。

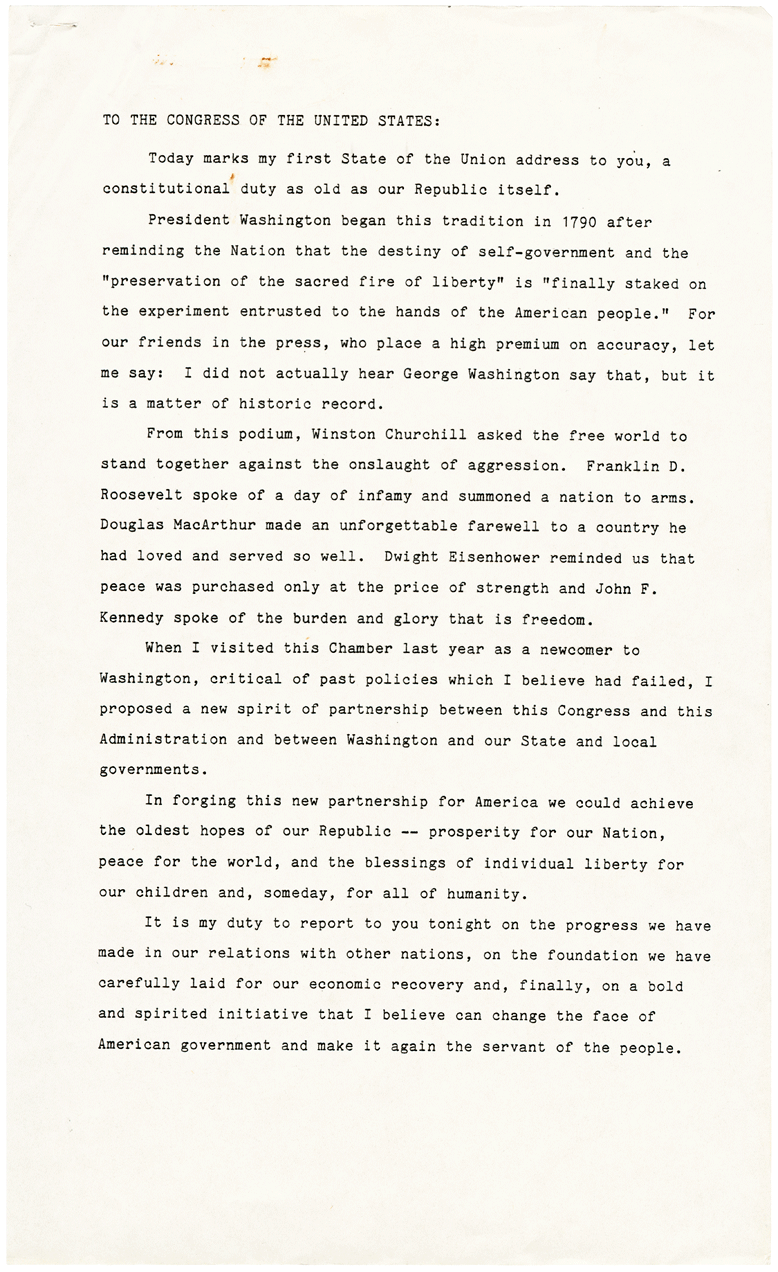
罗纳德·里根于1982年1月26日所做的第一份国情咨文。

在1934年之前，咨文通常都是在每年的年底发布，即是在12月发布。1933年1月23日通过的第二十条修正案将联席会议从3月末改至1月初，这导致咨文发表的时间也随之改变。从1934年开始，咨文都在1月或2月于国会发表。今天，咨文通常都发表于1月的最后一个星期二，尽管没有任何法律规定咨文应该发表的时间，并且每年发表的时间都有可能不一样。在2008年，国情咨文发表于1月的最后一个星期一。
第二十条修正案将1月20日确定为总统任期的开始。近年来，当新的总统宣誓就职，即将离任的总统可能会提供一份有关最后发表的国情咨文的信息，这种做法是从吉米·卡特开始的，他于1981年写了一封这样的信息给新总统。在1953年和1961年，国会分别从新上任的总统和即将离任的总统处收到国情咨文。从1989年开始，因为意识到发表国情咨文的责任应该属于在上一年主持政府工作的总统，新上任的总统不再将他们在国会发表的第一份演讲称为“国情咨文”。
卡尔文·柯立芝於1923年成為第一位將演講广播给全国听众的总统。杜鲁门则在1947年成為第一位通过电视转播演讲的总统。林登·约翰逊在1965年成為第一位于晚上发表国情咨文的总统。罗纳德·里根是第一位推迟国情咨文发表日期的总统。他本计划于1986年1月28日发表国情咨文，但在得知挑战者号航天飞机灾难之后，他推迟一个星期发表咨文，并在咨文中提到这次事故。比尔·克林顿1997年的国情咨文是第一个在互联网上实时播出的咨文。

## 咨文的发表
在每个国情咨文发表之前都会有一个正式邀请。美国众议院警卫官会隆重的宣布总统即将到场，接着，总统会进入会议厅，所有人都会站起来，热烈鼓掌。
坐在大厅正前方的是美国最高法院大法官、美国参谋首长联席会议和总统的内阁成员。通常会有一个内阁成员作為指定倖存者而不会参加，並被安排到秘密的安全地點待命，以便在聚集在众议院会议厅中的总统、副总统以及其他的官员面临灾难时，能按照美国总统继任顺序继任总统职位。另外，自从911袭击事件之后，一些议会成员被要求在咨文发表期间前往秘密地点。

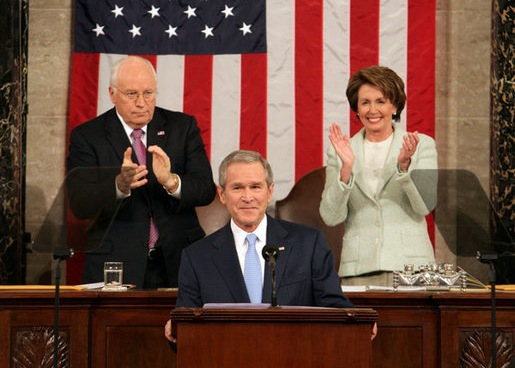
总统乔治·沃克·布什和副总统迪克·切尼以及众议院议长南希·裴洛西在2007年国情咨文发表的会议上。

在與出席者打过招呼之后，总统会将咨文副本交给参议院议长（副总统）和众议院议长，他和众议院议长在咨文发表期间内都坐在总统的后面。如果他们两人都不能亲自参加，那么能代替他们的最高级别官员将会参与这个会议。当总统到达，且全会议厅的人们在坐下之后，发言人一般会正式的邀请总统参加国会会议。接着，总统会在会议厅正前方的平台上发表国情咨文。

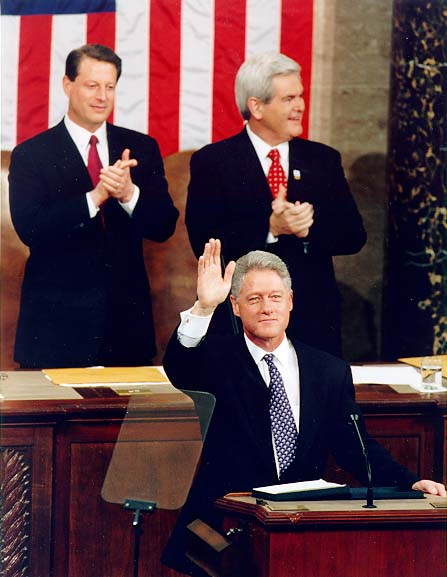
總統比尔·克林顿和副总统阿尔·戈尔以及众议院议长纽特·金里奇在1997年国情咨文发表的会议上。

在国情咨文中，总统照惯例会以乐观措辞概括中央政府去年的成绩以及来年的议程。从1982年的国情咨文开始，总统还会时不时提到一些坐在会议厅中的特别嘉宾，例如一些日常的美国人或者在美国访问的国家元首。
也许是因为来自听众的大量掌声，国情咨文演说的时間通常约为1个小时左右。这些掌声大多带有明显的政治色彩，咨文演说中的掌声有很大一部分来自总统自身的政党。作为非政治性的官员，最高法院和参谋长联席会议的成员很少鼓掌，以维护政治中立。

## 反对黨的声音
自1966年以来，在总统发表完咨文以后，反对党会在电视上反驳总统的咨文报告。这个对咨文反映通常都是从一个没有观众的演播室里录制播出的。1970年，民主党员在一个电视节目上与发表了他们对尼克松发表的咨文的反驳，在1973年，他们也用电视播出了对尼克松发表的国情咨文的反驳稿。总统里根于1982和1985年发表国情咨文之后也发生了同样的事。1997年，俄克拉荷马州国会议员J. C.瓦茨在大约100名来自近摄基金会（Close Up Foundation）的高中生面前发表了共和党人对那年国情咨文的反映。在2004年，民主党员新墨西哥州的比尔·理查森同样发表了用西班牙语写成的对04年国情咨文的反应。在总统布什发表了2006年国情咨文以后，佛吉尼亚州州长民主党员蒂姆·凯恩发表了一份用英文写成的对06年国情咨文的反应，而洛杉矶市长安东尼奥·维拉瑞格斯发表了它的西班牙语版本。佛吉尼亚州参议员吉姆·韦伯发表了对07年国情咨文的反应，而加利福尼亚州的哈维尔·贝塞拉发表了它的西班牙语版本。在2008年，民主党员，堪萨斯州州长凯瑟琳·西贝利厄斯发表了对咨文的反应的英文版；德克萨斯州州参议员莱蒂西亚·范·德·普特发表了西班牙语版的反应。

## 其他版本的咨文

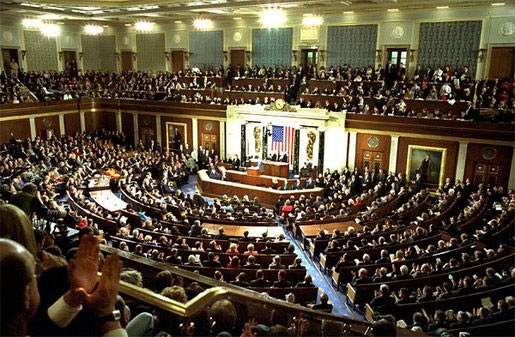
美国总统乔治·沃克·布什发表2003年国情咨文

在某些州也有由州长发表的类似的年度讲话，它们大部分被称为“州情咨文（State of the State Address）”。一些郡县每年也有这样一个由县长或理事会主席发表的咨文，例如加利福尼亚州的索诺玛县。一些城市还有“市情咨文（State of the City address）”，例如辛辛那提、西雅图、伯明翰、波士顿、水牛城、罗切斯特、纽约、圣安东尼奥、得克萨斯和圣地亚哥。一些大学校长也会在每个学期的开学初发表“校情咨文（State of the University）”。
其他國家、地區及地方政府也有類似美國的咨文發表，例如中華民國的行政院院長在每次立法院會期開始時，會進行施政報告；香港從港英時期開始，每年十月由總督向立法局進行施政報告，1997年香港主權移交之後，由特首向立法會進行施政報告。

### 最近的咨文
- 1987年国情咨文
- 1988年国情咨文
- 1989年国情咨文
- 1990年国情咨文
- 1991年国情咨文
- 1992年国情咨文
- 1993年国情咨文
- 1994年国情咨文
- 1995年国情咨文
- 1996年国情咨文
- 1997年国情咨文
- 1998年国情咨文
- 1999年国情咨文
- 2000年国情咨文
- 2001年国情咨文
- 2002年国情咨文
- 2003年国情咨文
- 2004年国情咨文
- 2005年国情咨文
- 2006年国情咨文
- 2007年国情咨文
- 2008年国情咨文
- 2009年国情咨文
- 2010年国情咨文
- 2011年国情咨文
- 2012年国情咨文
- 2013年国情咨文
- 2014年国情咨文
- 2015年国情咨文
- 2016年国情咨文
- 2017年国情咨文
- 2018年国情咨文
- 2019年国情咨文
- 2020年国情咨文
- 2021年国情咨文
- 2022年国情咨文
- 2023年国情咨文
- 2024年国情咨文